# Coracina schistacea
El oruguero pizarroso (Coracina schistacea) es una especie de ave paseriforme de la familia Campephagidae. Es endémico de Indonesia, encontrándose únicamente en las islas de Banggai y Sula. No se reconocen subespecies.